# Dipsadoboa weileri
Dipsadoboa weileri là một loài rắn trong họ Rắn nước. Loài này được Lindholm mô tả khoa học đầu tiên năm 1905.